# QFP

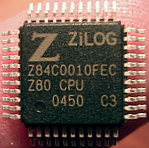
Zilog Z80 в 44-контактному QFP корпусі

QFP (англ. Quad Flat Package) — різновиди корпусів мікросхем з планарними виводами по всіх чотирьох сторонах. Мікросхеми в таких корпусах призначені тільки для монтажу на поверхню; установка в панельку або монтаж в отвори штатно не передбачені, хоча перехідні комутаційні пристрої існують. Кількість виводів QFP мікросхем зазвичай не перевищує 200, з кроком від 0,4 до 1,0 мм.
Корпус став широко розповсюдженим в Європі і США в 1990-х роках. Однак, ще в 70-х роках QFP корпуси почали використовуватись в японській побутовій електроніці.
Корпус PLCC схожий з QFP корпусом, але при цьому мають довші виводи, загнуті так, щоб була можливість не тільки припаяти мікросхему, але і вставити її в панельку, що часто використовується для мікросхем пам'яті.

## Різновиди

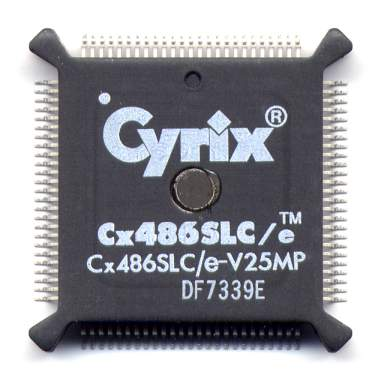
Cyrix Cx486SLC в BQFP корпусі.

Форма основи мікросхеми — прямокутна, іноді квадратна . Корпуси різняться тільки числом виводів, кроком, розмірами і використаними матеріалами. BQFP відрізняється розширеннями основи по кутам мікросхеми, призначеними для захисту виводів від 
механічних пошкоджень до запайки.
- BQFP:  англ. Bumpered Quad Flat Package
- BQFPH:  англ. Bumpered Quad Flat Package with Heat spreader
- CQFP:   англ. Ceramic Quad Flat Package
- FQFP:  англ. Fine Pitch Quad Flat Package
- HQFP:  англ. Heat sinked Quad Flat Package
- LQFP:  англ. Low Profile Quad Flat Package
- MQFP:  англ. Metric Quad Flat Package
- PQFP:  англ. Plastic Quad Flat Package
- SQFP:  англ. Small Quad Flat Package
- TQFP:  англ. Thin Quad Flat Package
- VQFP:  англ. Very small Quad Flat Package
- VTQFP:  англ. Very Thin Quad Flat Package

### TQFP

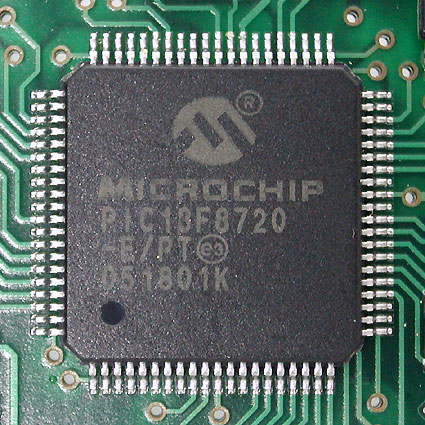
Мікросхема у 80-вивідному корпусі TQFP

Від QFP відрізняється меншою товщиною, яка становить від 1,0 мм для 32-вивідних мікросхем і до 1,4 мм для 256-вивідних, в той час як QFP товщина становить від 2,0 до 3, 8мм. Має стандартний розмір виводів (2 міліметри). Можлива кількість виводів від 32 до 176 за розміром однієї сторони корпусу від 5 до 20 міліметрів. Використовуються мідні виводи з кроком 0.4, 0.5, 0.65, 0.8 та 1 міліметр  . TQFP дозволяє вирішити такі завдання, як збільшення щільності розміщення компонентів на друкованих платах, зменшення розмірів підкладки, зменшення товщини корпусів пристроїв  .